# Anja Schlömerkemper

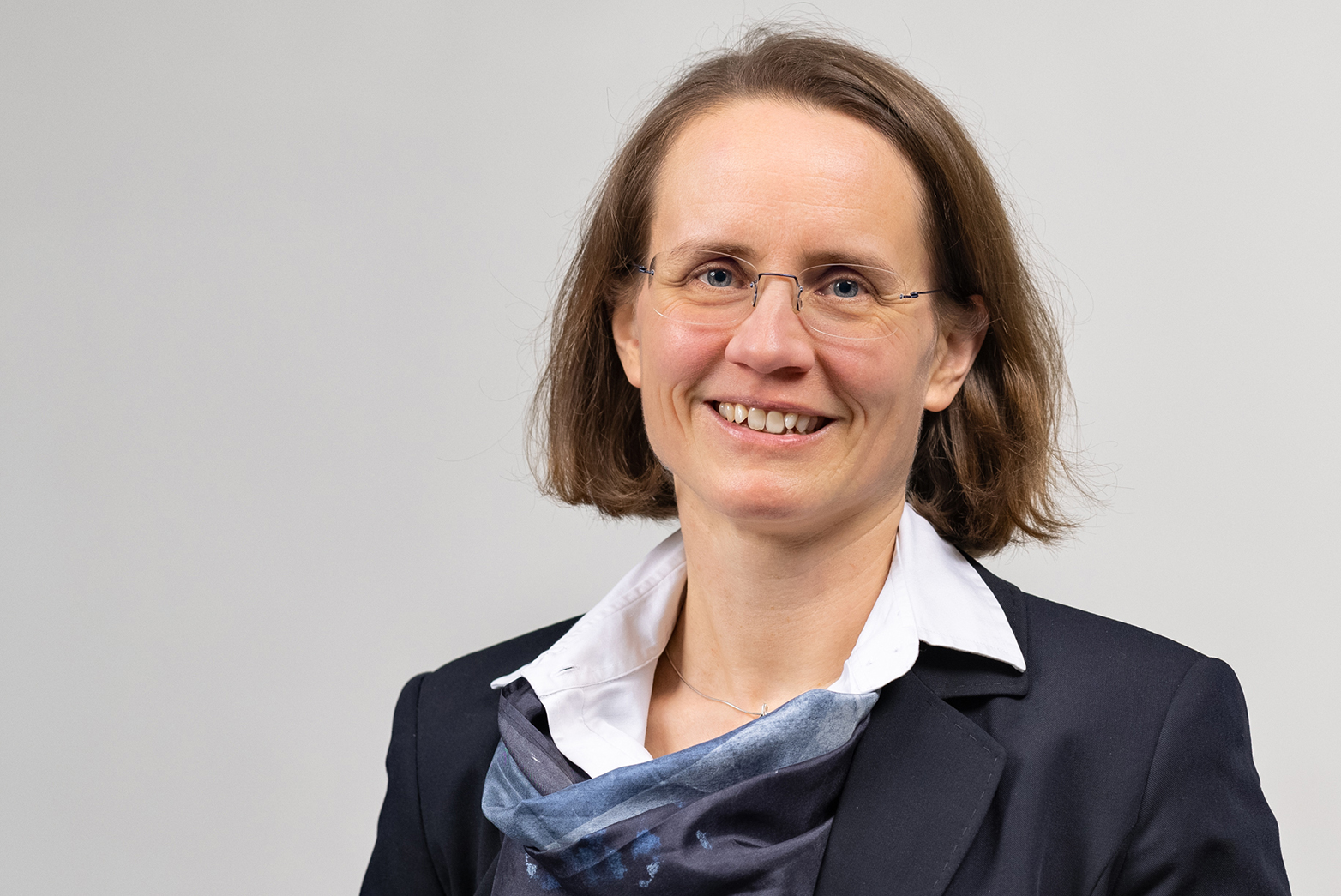
Anja Schlömerkemper (2021)

Anja Schlömerkemper (* 1973 in Göttingen) ist eine deutsche Mathematikerin und Professorin an der Julius-Maximilians-Universität Würzburg. Sie hat dort den Lehrstuhl für Mathematik in den Naturwissenschaften inne. Seit  2021 ist sie Vizepräsidentin dieser Universität.

## Leben
Anja Schlömerkemper studierte Physik an der Georg-August-Universität Göttingen. Im Jahr 2002 promovierte sie an der Universität Leipzig im Fach Mathematik als Doktorandin von Stefan Müller am Max-Planck-Institut für Mathematik in den Naturwissenschaften. Es folgten Stationen als Postdoktorandin am Mathematischen Institut der University of Oxford bei John M. Ball, als wissenschaftliche Mitarbeiterin am Institut für Analysis, Dynamik und Modellierung der Universität Stuttgart bei Alexander Mielke, am Max-Planck-Institut für Mathematik in den Naturwissenschaften in Leipzig sowie am Institut für Angewandte Mathematik der Rheinische Friedrich-Wilhelms-Universität Bonn bei Stefan Müller. Im akademischen Jahr 2009/2010 war sie Vertretungs- und Gastprofessorin an der Friedrich-Alexander-Universität Erlangen-Nürnberg. 
Seit 2011 leitet sie den Lehrstuhl für Mathematik in den Naturwissenschaften der Julius-Maximilians-Universität Würzburg. Im Jahr 2017 erhielt sie den ersten Gleichstellungspreis der Universität Würzburg. Der Würzburger Universitätsrat wählte sie zum 1. April 2021 mit einer Amtszeit von drei Jahren zur Vizepräsidentin der Universität. In dieser Funktion ist sie für das Ressort „Chancengleichheit, Karriereplanung und Nachhaltigkeit“ zuständig.
Seit 2021 ist sie vier Jahre Präsidentin der International Society for the Interaction of Mechanics and Materials (ISIMM).

## Forschung
Die Forschungsinteressen der Professorin liegen in der mathematischen Analysis, und hier im Gebiet der partiellen Differentialgleichungen und der Variationsrechnung. Ihre Arbeiten sind überwiegend durch Anwendungen in der Physik und den Materialwissenschaften motiviert. Insbesondere forscht sie an mathematischen Methoden, mit denen zum Beispiel das effektive Verhalten von elastischen oder magnetischen Materialien bestimmt werden kann, das durch Strukturen auf einer mikroskopischen Skala beeinflusst wird.

## Veröffentlichungen (Auswahl)
- mit Omar Boussaid, Carolin Kreisbeck: Characterizations of symmetric polyconvexity, Arch. Ration. Mech. Anal., 234:417–451, 2019.
- mit Barbora Benešová, Martin Kružı́k: A note on locking materials and gradient polyconvexity, Math. Models Methods Appl. Sci., 28:2367–2401, 2018.
- mit Barbora Benešová, Johannes Forster, Chun Liu: Existence of weak solutions to an evolutionary model for magnetoelasticity, SIAM J. Math. Anal., 50:1200–1236, 2018.
- mit Isaac Vikram Chenchiah: Non-laminate Microstructures in Monoclinic-I Martensite, Arch. Ration. Mech. Anal., 207:39–74, 2013.
- mit Kaushik Bhattacharya: Stress-induced phase transformations in shape-memory polycrystals, Arch. Ration. Mech. Anal., 196:715–751, 2010.
- A. Schlömerkemper and B. Schmidt: Discrete-to-continuum limit of magnetic forces: dependence on the distance between bodies, Arch. Ration. Mech. Anal., 192:589–611, 2009.